# Kafr al-Batanun
Kafr al-Batanun (arab. ‏كفر البتانون‎) – miejscowość w Egipcie, w muhafazie Al-Minufijja. W 2006 roku liczyła 6061 mieszkańców.